# MasterCard Tennis Cup 2011
Il MasterCard Tennis Cup 2011 è stato un torneo professionistico di tennis giocato sul cemento. È stata la 10ª edizione del torneo maschile, l'11ªdel torneo femminile, che fanno parte dell'ATP Challenger Tour nell'ambito dell'ATP Challenger Tour 2011 e dell'ITF Women's Circuit nell'ambito dell'ITF Women's Circuit 2011. Il torneo maschile e quello femminile si sono giocati a Vancouver in Canada, quello maschile dal 1° al 7 agosto, quello femminile dal 25 al 31 luglio 2011.

## Partecipanti ATP

### Teste di serie
| Nazionalità | Giocatore              | Ranking* | Testa di serie |
| ----------- | ---------------------- | -------- | -------------- |
| Brasile     | Ricardo Mello          | 91       | 1              |
| Argentina   | Horacio Zeballos       | 108      | 2              |
| Sudafrica   | Izak van der Merwe     | 115      | 3              |
| Cile        | Paul Capdeville        | 117      | 4              |
| Brasile     | Rogério Dutra da Silva | 129      | 5              |
| Argentina   | Brian Dabul            | 163      | 6              |
| Brasile     | Júlio Silva            | 175      | 7              |
| Colombia    | Carlos Salamanca       | 180      | 8              |

- Rankings al 25 luglio 2011.

### Altri partecipanti
Giocatori che hanno ricevuto una wild card:
- Guilherme Clezar
- Marcelo Demoliner
- Thiago Monteiro
- João Pedro Sorgi

Giocatori passati dalle qualificazioni:
- Cristián Benedetti
- Fabiano de Paula
- Tiago Lopes
- Thales Turini

## Partecipanti WTA

### Teste di serie
| Nazionalità | Giocatrice            | Ranking* | Testa di serie |
| ----------- | --------------------- | -------- | -------------- |
| Brasile     | Ana-Clara Duarte      | 227      | 1              |
| Brasile     | Roxane Vaisemberg     | 283      | 2              |
| Paraguay    | Verónica Cepede Royg  | 304      | 3              |
| Brasile     | Teliana Pereira       | 292      | 4              |
| Argentina   | Mailen Auroux         | 320      | 5              |
| Brasile     | Vivian Segnini        | 325      | 6              |
| Cile        | Andrea Koch-Benvenuto | 352      | 7              |
| Argentina   | Andrea Benítez        | 355      | 8              |

- Rankings al 18 luglio 2011.

### Altre partecipanti
Giocatrici che hanno ricevuto una wild card:
- Maria Danzini
- Paula Cristina Gonçalves
- Beatriz Haddad Maia
- Eduarda Piai

Giocatrici passate dalle qualificazioni:
- Gabriela Cé
- Natasha Fourouclas
- Priscila Garcia
- Patricia Ku Flores
- Belen Luduena
- Laura Pigossi
- Kyra Shroff
- Karina Souza

## Campioni

### Singolare maschile
Rogério Dutra da Silva ha battuto in finale  Izak van der Merwe con il punteggio di 6–4, 6(5)–7, 6–3

### Singolare femminile
Verónica Cepede Royg ha battuto in finale  Adriana Pérez con il punteggio di 7–6(4), 7–5

### Doppio maschile
Juan Sebastián Cabal /  Robert Farah hanno battuto in finale  Ricardo Hocevar /  Júlio Silva con il punteggio di 6–2, 6–3

### Doppio femminile
Fernanda Hermenegildo /  Teliana Pereira hanno battuto in finale  Maria Fernanda Alves /  Roxane Vaisemberg con il punteggio di 3–6, 7–6(5), [11–9]